# Barral (Labrada)
Barral (en gallego y oficialmente, O Barral) es un lugar de la parroquia de Labrada, en el concejo de Abadín, en la provincia española de Lugo, comunidad autónoma de Galicia. Su población en 2014 era de 25 habitantes.

## Descripción
Se sitúa sobre una ladera del monte Chao da Fonce (784 m s. n. m.), entre los arroyos de Barral e Igrexa. Aparece recogida ya en el Diccionario geográfico-estadístico-histórico de España y sus posesiones de ultramar de Pascual Madoz, el cual lo describe hacia 1846 como un lugar en la provincia de Lugo, ayuntamiento de Abadín y feligresía de San Pedro de Labrada, con una población de dos vecinos y nueve almas.

BARRAL: l. en la prov. de Lugo, ayunt. de Abadin y felig. de San Pedro de Labrada (V.): pobl.: 4 vec. 19 almas.
(Madoz, 1846, p. 39)

## Patrimonio arquitectónico
En la aldea se encuentra una iglesia dedicada a San Pedro; construida a finales del siglo xii, perteneció al monasterio de Mondoñedo. Fue restaurada en el siglo xviii. Construida de granito, es sencilla, con puerta adintelada y una espadaña con dos pequeñas campanas. Conserva algunas partes románicas, lo más antiguo del edificio son sus muros laterales.